# Cerro Socopó
Le Cerro Socopó est un sommet du Venezuela qui s'élève à 1 414 m d'altitude. Il est situé dans l'État de Falcón.